# Vindula circe
Vindula circe är en fjärilsart som beskrevs av Fawcett 1897. Vindula circe ingår i släktet Vindula och familjen praktfjärilar. Inga underarter finns listade i Catalogue of Life.